# مالكوم غريفين (مدير فني)
مالكوم غريفين (بالإنجليزية: Malcolm Griffin)‏ هو مدير فني أمريكي، ولد في 9 يوليو 1877، وتوفي في 17 أكتوبر 1948.